# Rascacielos de Stalin

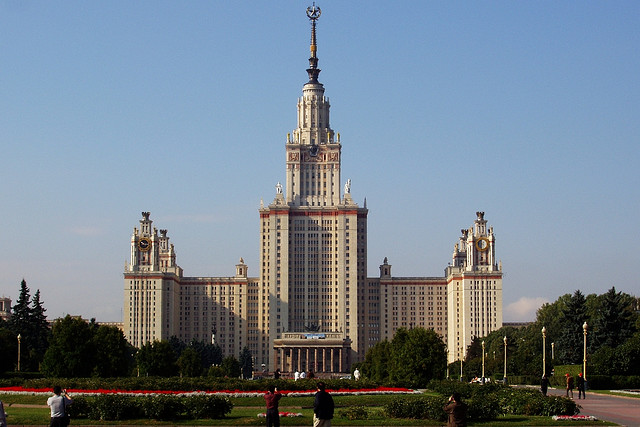
Edificio principal de la Universidad Estatal de Moscú

Los rascacielos de Stalin (en ruso: Сталинские высотки, romanizado: Stálinskiye Vysotki), popularmente conocidos también como las siete hermanas, es un conjunto de siete rascacielos construidos en una elaborada combinación de estilo barroco ruso y gótico y situados en la ciudad de Moscú (Rusia). Forman parte del proyecto de construcción de ocho rascacielos en conmemoración del octavo centenario de la ciudad en 1947, de los cuales el palacio de los Sóviets nunca se construyó, por lo que se quedaron finalmente en siete. Situados en el distrito oeste de Moscú, fueron construidos durante los últimos años de Stalin, entre los años 1940 y 1950.

## Historia

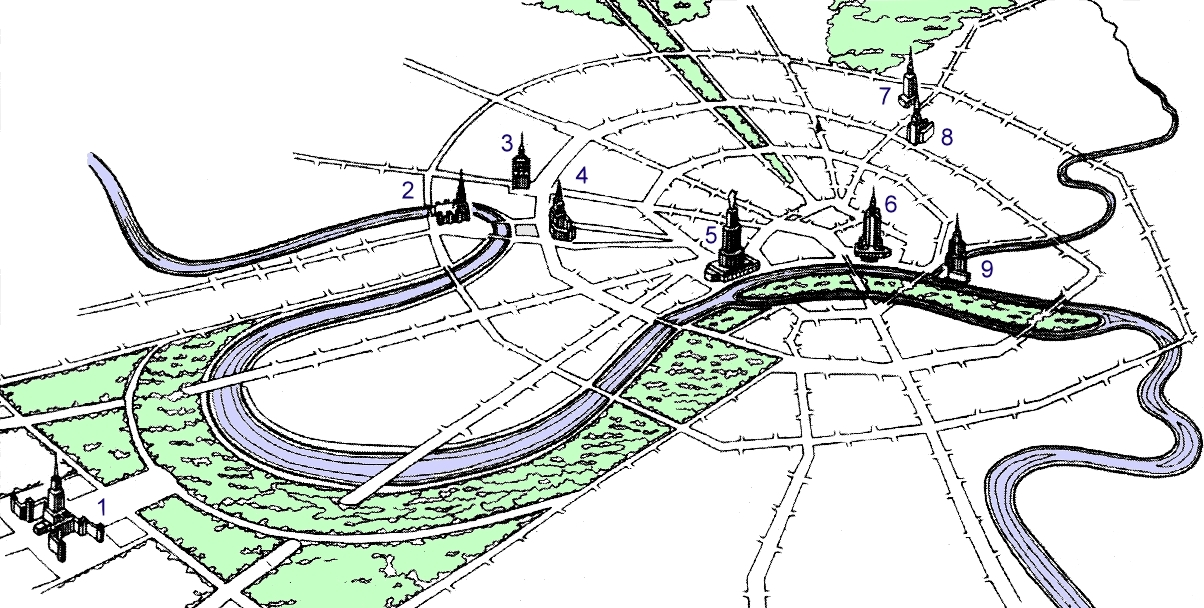

Fueron las torres dominantes de Moscú durante unos 40 años.

### El proyecto
El proyecto se realizó en los años 1930, para cuando el estilo y la altura de las torres eran parecidos a los de la ciudad de Nueva York, en Estados Unidos.

#### Torre cancelada
La principal torre fue cancelada, se comenzó a construir, pero se interrumpió la construcción y finalmente se convirtió en la piscina más grande del mundo. El Palacio de los Sóviets hubiera medido 389 metros de altura, más 100 metros de la estatua de Lenin.
El proyecto fue cancelado al entrar Alemania en guerra con la Unión Soviética.

### Construcción
Pero la construcción no se llevó a cabo hasta unos veinte años después, en los años 1950, y no estuvo terminada desde el año 1952, en que terminó la primera: la de la Kotélnicheskaya Náberezhnaya (Malecón Kotélnicheskaya), de 176 metros, hasta el año 1955, cuando se acabó de construir la última torre, un hotel, el Hotel Ucrania, de 198 metros.

## Torres
La altura de las torres oscila entre 133 y 240 metros. Las torres son las siguientes:

### Universidad Estatal de Moscú
La Universidad fue la 4.ª torre más alta de Europa y la 7.ª del mundo.
- La altura real de la torre es de 187 metros, pero llega a los 240 metros con la antena.

- Fue construida en el año 1953.

- Esta torre sirvió también para construir una de las torres actualmente más altas de Europa, el Palacio de la Cultura y la Ciencia de Varsovia (Polonia).

- Este rascacielos fue renovado parcialmente en el año 2000.

- La insignia de los Juegos Olímpicos de Moscú 1980 estaba inspirada en este edificio.

- En abril de 2006 hubo un incendio en la planta 12.º y fallecieron 2 personas.

### Hotel Ucrania

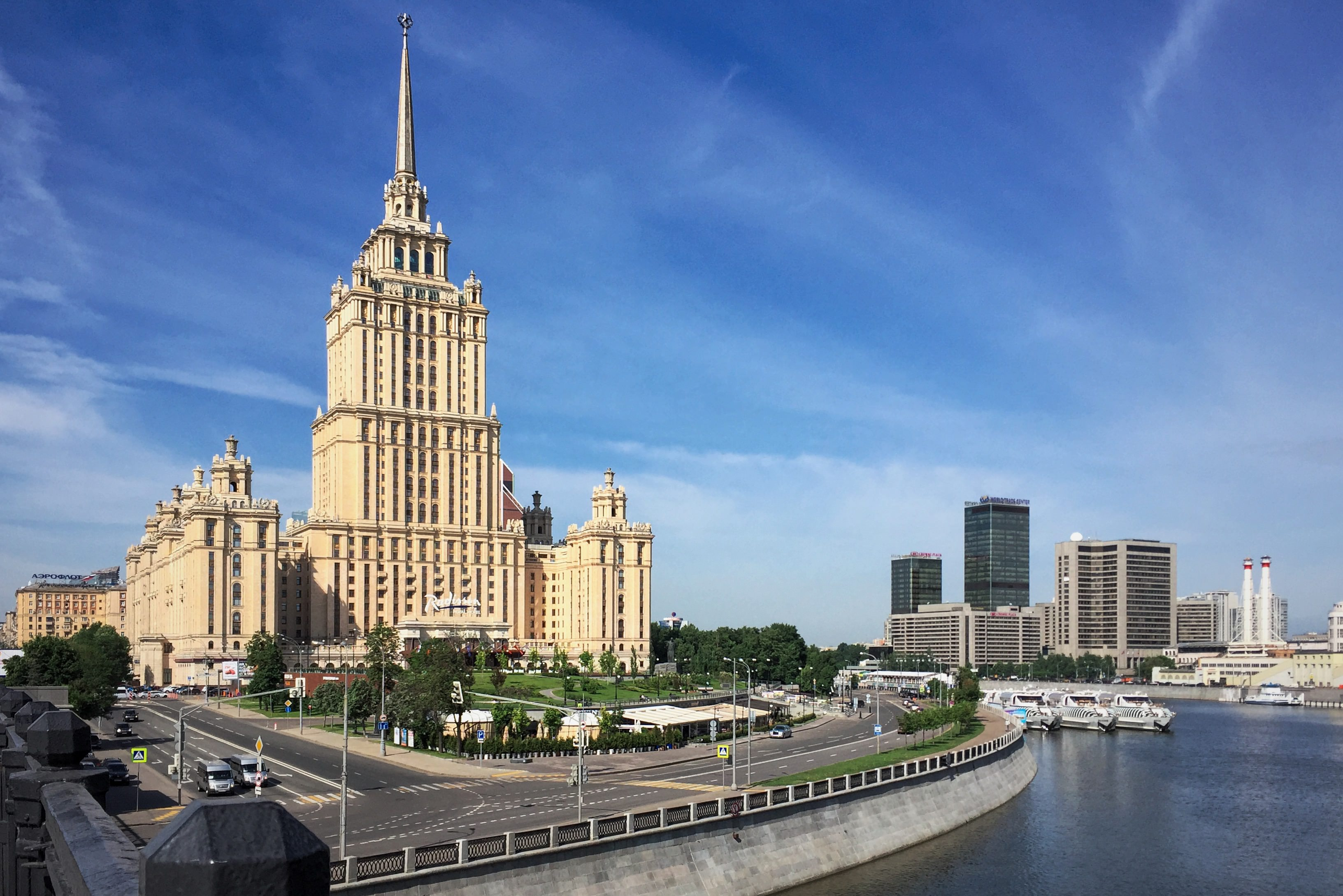
Hotel Ucrania

- Mide 198 metros de altura, tiene 34 plantas y fue construido en el año 1955.
- Cuando se inauguró fue el hotel más alto del mundo; fue sobrepasado en 1976, veintiún años después, por un hotel en Atlanta (Estados Unidos) llamado Westin Peachtree Plaza.
- El hotel tiene 1.627 camas.[3]

### Edificio de viviendas enKotélnicheskaya Náberezhnaya
Mide 176 metros de altura, con 22 niveles utilizables, el edificio fue situado estratégicamente en la confluencia del río Moskvá y del río Yauza. Fue concebido como un edificio de viviendas de la élite. Sin embargo, muy poco después de la construcción, fueron convertidos a unidades multifamiliares kommunalka (apartamentos comunales). Construido en un diseño neo-gótico, aunque también se inspiró en Hotel Metropol. Fue terminada en 1952.

### Ministerio de Asuntos Exteriores de Rusia

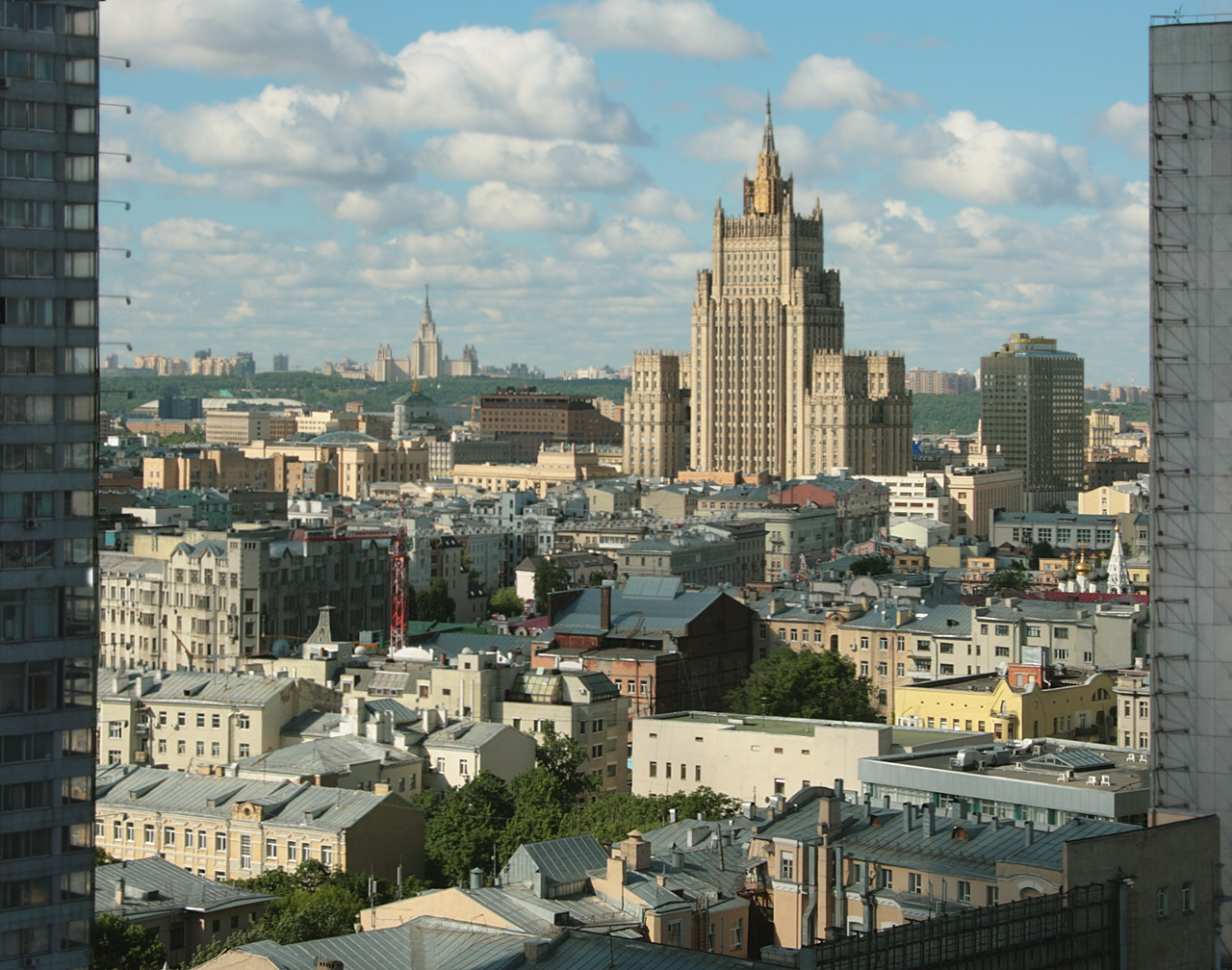
En primer plano, el edificio del Ministerio de Asuntos Exteriores; en segundo plano, a lo lejos, también se aprecia el edificio de la Universidad Estatal de Moscú.

Mide 172 metros y tiene 27 pisos. Fue construida entre 1948 y 1953 y supervisado por V. G. Gelfreikh y M. A. Minkus. En la actualidad, alberga las oficinas de la Ministerio de Relaciones Exteriores y el Ministerio de Comercio de Rusia. Fue inspirada por un hospital neogótico de la ciudad de Nueva York. Su interior está espléndidamente decorado con piedras y metales. Según la biografía de 1982 de Minkus, los proyectos de planes fueron elaborados en 1946, y osciló entre 9 y 40 pisos. Esta torre pretendía ser la única sin antena.

### Edificio de la plaza Kúdrinskaya
Diseñado por Mijaíl Posojin y Ashot Mndoyánts. Mide 160 metros y tiene tan sólo 22 plantas (17 utilizables), algo llamativo para un edificio de tal altura; la Torre Picasso de Madrid, por ejemplo, mide 157 metros y tiene 43 plantas. El edificio está situado en el extremo de la calle Krásnaya Presnya, frente al Sadóvoye Koltsó y fue construido principalmente con altas terminaciones para dirigentes soviéticos culturales en lugar de políticos.
La torre central termina en una antena de 30 metros de altura.

### Hotel Leningrado

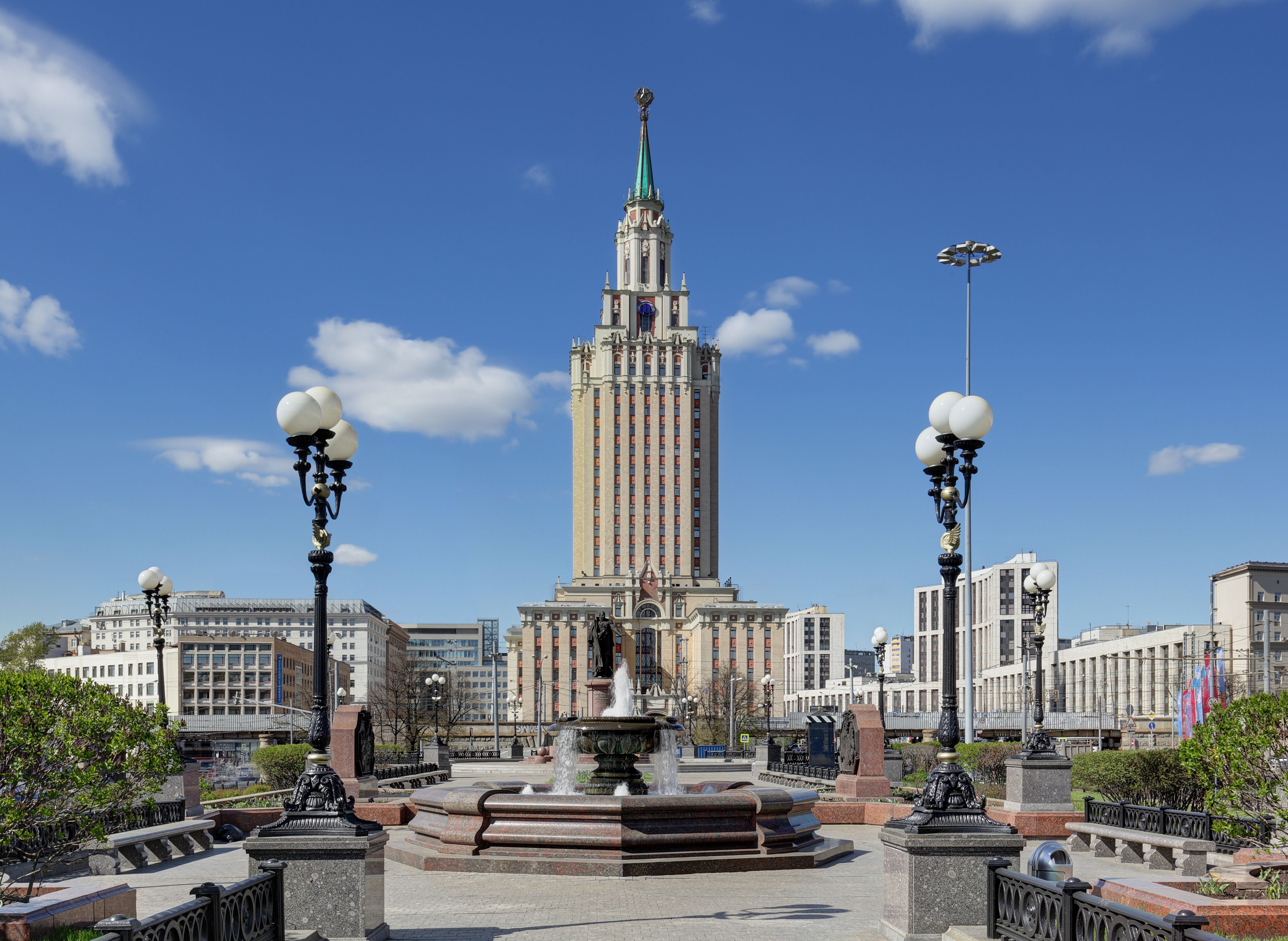
El Hotel Leningrado

Originalmente conocido simplemente como el Hotel Leningrádskaya, es relativamente pequeño (136 metros; 26 plantas, de las cuales 19 son utilizables) construido por Leonid Polyakov en la Plaza Komsomólskaya y está decorado con adornos pseudo-rusos, imitando a la estación de tren de Alekséi Shchúsev. El interior fue ineficientemente planeado. Fue inaugurado en el año 1953. En la punta del rascacielos hay una estrella. Después de una renovación de varios millones de dólares que terminó en 2008, el hotel reabrió como el Hilton Moscow Leningrádskaya.

### Edificio de la Plaza de la Puerta Roja
Esta edificación fue diseñada por el  Arquitecto Alexey Dushkin y se terminó de construir en 1953. Consta de tres edificios, el principal mide 133 metros, con 24 plantas y el cual se creó para instalar al Ministerio de Industria Pesada. Actualmente se encuentran utilizadas por el Ministerio de Transporte, la Bolsa de Valores y otras instituciones públicas. 
También están integrados dos edificios residenciales laterales de 11 y 15 plantas, dentro de los cuales tienen además algunos apartamentos de alquiler. 
Hasta el año 1927, existió la Puerta Roja, un arco triunfal construido en honor a la victoria obtenida por el ejército ruso en la batalla de Poltava.
Este rascacielos tiene la característica que se accede al metro por la planta baja del edificio.

## Posición
La torre más alta de todas, la Universidad Estatal de Moscú, de 240 metros de altura, fue construida en el año 1953, y durante una larga temporada fue la más alta de Europa, hasta 1991, en que fue sobrepasada por MesseTurm en Fráncfort del Meno, y también la 7.ª más alta del mundo, y la más alta del mundo exceptuando todas las de Nueva York.
La torre de viviendas de Kotélnicheskaya Náberezhnaya (malecón Kotélnicheskaya), es la 3.ª más alta de las del conjunto y la más antigua; al terminar su construcción fue la más alta de toda Rusia, con 176 metros.
Contando las nuevas construcciones europeas, como la DTI Towers en Estambul (Turquía), con 101 plantas, o la Torre Federación, en la ciudad de Moscú, de 374 metros de altura, la Universidad Estatal de Moscú pasó en 2012 a ocupar una lejana posición 20º en el ranking europeo de rascacielos.